# Gymnura poecilura
Espèce
Statut de conservation UICN

 NT  : Quasi menacé
Gymnura poecilura est une espèce de raies.